# كريم أباد (علي أباد ملك)
کریم أباد (بالفارسية: کریم‌آباد) هي قرية تقع في إيران في قسم علي أباد ملك الريفي.